# Peter Malmrup
Peter Malmrup, född 8 juni 1966, är en svensk kompositör och sångare. Han har varit kontrakterad låtskrivare till Warner Chappell Music sedan 1996.
Peter Malmrup var anlitad som körsångare i Melodifestivalen 1996 med Andreas Lundstedt Driver dagg faller regn och 1999 med Martin Svensson (Du är så) Yeah Yeah Wow Wow. I övrigt så har han medverkat i bl.a. Allsång på Skansen och Gokväll med Anne Sofie von Otter och Maria Möller. 1999 sommarturnerade Peter Malmrup med Charlotte Perrelli efter att hon vunnit Eurovision Song Contest 1999 med Take me to your heaven. Sommaren 2000 var han på turné med Roger Pontare efter att Pontare vunnit Melodifestivalen 2000 med När vindarna viskar mitt namn.
Malmrup spelade rollen som Robert i Kristina från Duvemåla på Cirkus, Stockholm 1998/99 och var reserv för Anders Ekborg i rollen som den amerikanske schackspelaren Freddie i svenska Chess på Cirkus i Stockholm 2002/03. Han medverkade i SVT:s filmatisering av Chess på svenska samt på CD:n. 
2007 medverkade han i A Classic Christmas Night på Globen och i Scandinavium med Liza Minelli, Carola Häggkvist och Jan Malmsjö.
2008 deltog han som solist och musiker i "Maria Möller Show" på Vasateatern i Stockholm.

## Kompositioner (urval)
- All there is med Vinnie Vero, inspelad av Wei Wei i Kina
- Tonight & Forever tillsammans med Thomas Ahlstrand (von Wowern), inspelad av B3 i Tyskland
- Sin Miedo med Thomas Ahlstrand (von Wowern) & Eric Bazilian, inspelad av Soraya Arnelas i Spanien
- Holding Back The Tears tillsammans med Jan Lysdahl,inspelad av DBSK och titelspåret till en ungdoms TV-serie i Korea